# Copa del Mundo de fútgolf
La Copa Mundial de Futgolf o Mundial de Futgolf es el principal torneo internacional del deporte del futgolf, que combina elementos del fútbol y del golf. Este campeonato reúne a los mejores jugadores de futgolf de todo el mundo para competir en diferentes categorías, como individual masculino, femenino, senior y por equipos (selecciones).
El futgolf se juega en un campo de golf tradicional, pero en lugar de usar palos y pelotas de golf, los jugadores patean un balón de fútbol y deben introducirlo en un hoyo de mayor tamaño que el de golf en la menor cantidad de tiros posible. El objetivo es completar un recorrido de 18 hoyos con el menor número de golpes, similar al golf.

## Historia
El primer Campeonato Mundial de Futgolf se celebró en 2012 en Hungría, organizado por la Federación Internacional de Futgolf (FIFG). Desde entonces, el Mundial de Futgolf se ha celebrado cada dos años, aumentando en popularidad y participación internacional.
- Hungría 2012: El primer campeonato, estableciendo el estándar para el futuro del deporte.[1]
- Argentina 2016: Este torneo consolidó la presencia del futgolf en América del Sur.[2]
- Marruecos 2018: Una edición que destacó por la amplia participación internacional.[3]
- Estados Unidos, Orlando 2023: Una de las ediciones más grandes con 39 naciones participantes.[4]

## Palmarés
El palmarés del Mundial de Futgolf incluye a varios jugadores y equipos que han destacado en las competiciones a lo largo de los años. Algunos de los campeones repetidos y destacados en la historia del torneo provienen de países con una fuerte cultura deportiva y una creciente afición por el futgolf, como Argentina, Estados Unidos y algunos países europeos.
La lista de títulos acumulados en las diferentes ediciones del Mundial de Futgolf muestra la evolución y el crecimiento del deporte, así como el talento emergente en diferentes partes del mundo. La FIFG mantiene registros detallados y actualizados de estos títulos y logros, celebrando las contribuciones de jugadores y equipos que han dejado una marca en la historia del futgolf.

### Torneo Masculino
| Edición                      | Individual      | Individual Sénior            | Selección                    | Selección Sénior             |
| ---------------------------- | --------------- | ---------------------------- | ---------------------------- | ---------------------------- |
| Hungría 2012                 | Béla Lengyel    | No se disputó esta categoría | No se disputó esta categoría | No se disputó esta categoría |
| Argentina 2016               | Christian Otero | No se disputó esta categoría | Estados Unidos               | No se disputó esta categoría |
| Marruecos 2018               | Matías Perrone  | No se disputó esta categoría | Francia                      | No se disputó esta categoría |
| Estados Unidos, Orlando 2023 | Bence Bacskaí   | Jan Aksel Odden              | Francia                      | Argentina                    |

### Torneo Femenino
| Edición             | Individual                   | Selección                    |
| ------------------- | ---------------------------- | ---------------------------- |
| Hungría 2012        | No sé disputó esta categoría | No sé disputó esta categoría |
| Argentina 2016      | No sé disputó esta categoría | No sé disputó esta categoría |
| Marruecos 2018      | No sé disputó esta categoría | No sé disputó esta categoría |
| Estados Unidos 2023 | Lucía Cermakova              | Japón                        |